# Pazifischer Spatenfisch
Der Pazifische Spatenfisch (Chaetodipterus zonatus) kommt im östlichen Pazifik von der Küste des südlichen Kaliforniens bis Peru in flachem Wasser bis in Tiefen von 45 Meter vor.

## Merkmale
Die hochrückigen, diskusförmigen und seitlich stark abgeflachten Fische werden maximal 65 Zentimeter lang, die Durchschnittslänge adulter Tiere liegt aber bei 25 cm. Ihr Kopf ist kurz und hat ein leicht konkaves Profil. Das Maul ist klein, endständig und reicht nicht über den vorderen Augenrand. Sie sind von silbriger Grundfarbe, die Seiten werden von breiten, senkrechten Streifen gemustert, die bei Jungfischen mit Längen von weniger als 8 cm schwärzlich sind und mit zunehmender Größe verblassen. Die Branchiostegalmembranen sind am Isthmus unterhalb der Kiemenregion zusammengewachsen. Die Flossenstacheln der Rückenflosse sind gut entwickelt.

## Lebensweise
Pazifische Spatenfische leben in kleinen Gruppen küstennah, in seichten Gewässern und im freien Wasser über Sandböden und Korallenriffen. Oft hält sich die Art auch bei Bohrtürmen, Schiffswracks oder Hafenmolen auf. Sie ernährt sich vor allem von bentischen Wirbellosen.